# سانتا في ديل باناديس
بلدية سانتا في ديل بيينيديس (بالكاتالانية: Sant Fe del Penedès) هي إحدى بلديات مقاطعة برشلونة، والتي تقع في منطقة كاتالونيا، شرق إسبانيا.
يبلغ عدد سكانها 366 نسمة وفقاً لإحصائية سنة (2007).